# Rajokri
Rajokri là một thị trấn thống kê (census town) của quận South West thuộc bang Delhi, Ấn Độ.

## Nhân khẩu
Theo điều tra dân số năm 2001 của Ấn Độ, Rajokri có dân số 12.758 người. Phái nam chiếm 56% tổng số dân và phái nữ chiếm 44%. Rajokri có tỷ lệ 66% biết đọc biết viết, cao hơn tỷ lệ trung bình toàn quốc là 59,5%: tỷ lệ cho phái nam là 73%, và tỷ lệ cho phái nữ là 56%. Tại Rajokri, 15% dân số nhỏ hơn 6 tuổi.